# Point-of-care testing

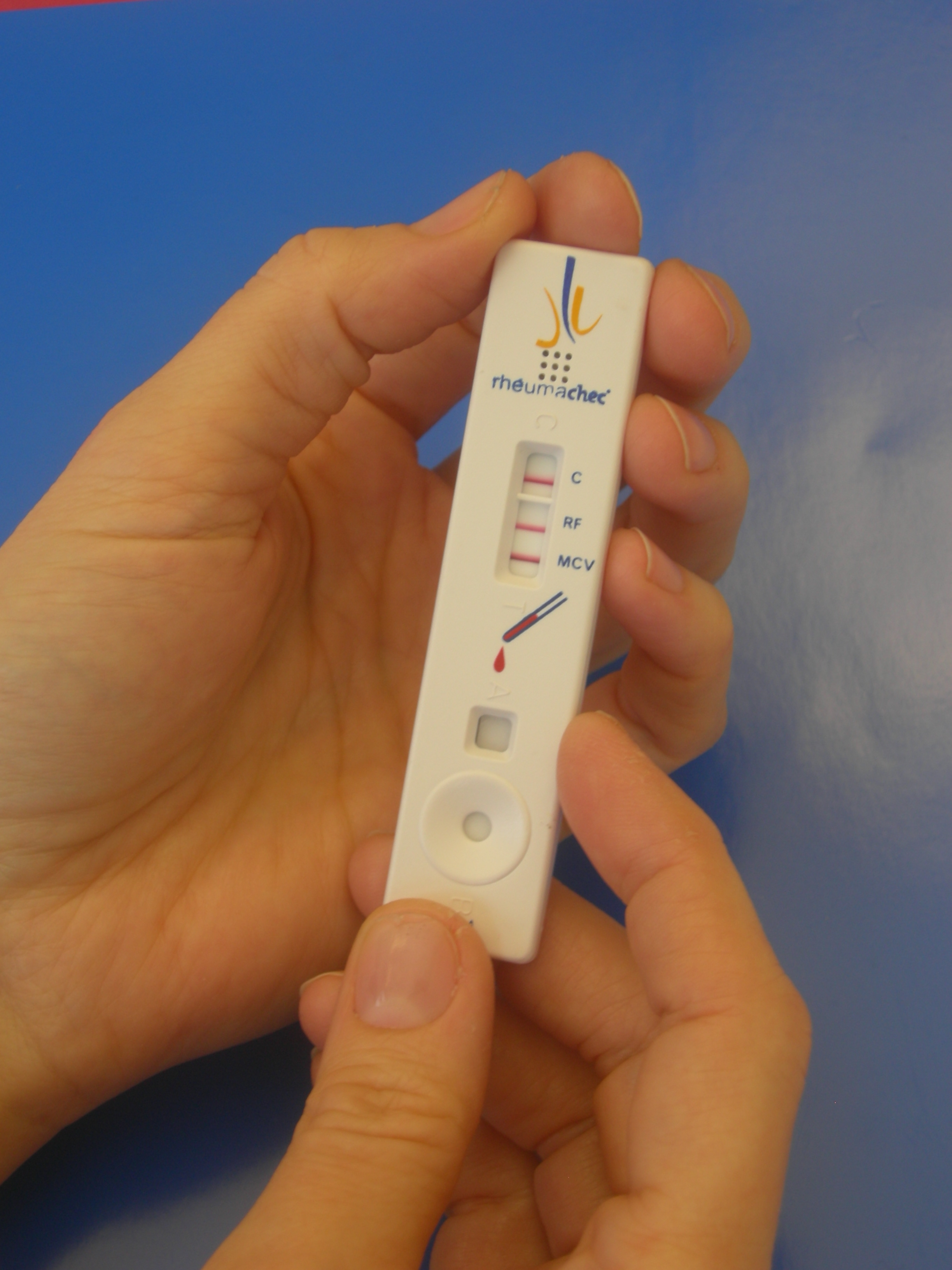
Point-of-care test om reumatoïde artritis aan te tonen

Point-of-care testing (POCT, ook rapid bedside testing of sneltest) is een methode om een laboratoriumtest uit te voeren naast of in de buurt van het bed van de patiënt. De handelingen worden uitgevoerd buiten het laboratorium door getrainde verpleegkundigen of laboranten. De verantwoordelijkheid voor de kwaliteit van de testen ligt bij de klinisch chemicus, arts-microbioloog of medisch moleculair microbioloog.

## Toepassing van point-of-care testing in het ziekenhuis
Point-of-care testing wordt steeds vaker toegepast in het ziekenhuis op momenten dat snelle resultaten nodig zijn en niet gewacht kan worden op transport van het materiaal naar het laboratorium omdat direct ingrijpen van de arts nodig kan zijn. De bloedglucosemeter is hier het bekendste voorbeeld van.
Andere voorbeelden zijn:
- zwangerschap (beta HCG)
- hemoglobine
- bloedgas
- calcium
- CRP voor infectie
- troponine, CK-MB en BNP voor de diagnostiek van hartziekten
- INR voor de controle van de bloedstolling
- ketonemie, bij diabetes en/of braken
- glucose bij diabetes
- ACT-meting
- INR

Daarnaast zijn er ook testen op de markt op het gebied van diagnostiek naar infecties zoals: 
- hiv-sneltest voor hiv
- GBS-test voor groep-B streptokokken bij zwangeren
- influenza
- Covid-19

## Voordelen
- De test kan op elk moment van de dag worden uitgevoerd en zijn ook in mobiele situaties zoals een ambulance uitvoerbaar.
- Het resultaat is binnen enkele minuten bekend.
- De handelingen om een meting uit te voeren zijn eenvoudig.
- Er wordt gebruikgemaakt van kleine draagbare apparaatjes.
- De resultaten worden bij voorkeur direct elektronisch aan het medisch dossier toegevoegd. De POCT-apparaatjes zijn namelijk met het laboratoriuminformatiestysteem verbonden. In geval van disposible antigeentesten zoals "Covid-sneltesten" moet het resultaat handmatig in een medisch dossier worden opgeslagen.
- In sommige gevallen wordt de test door de patiënt zelf uitgevoerd zoals in het geval van glucosemeting of INR-meting of zoals bij het vaststellen van Covid-19.

## Nadelen
- De kosten zijn vaak hoger dan een vergelijkbare test in het laboratorium.
- De kwaliteit is sterk afhankelijk van de persoon die het uitvoert. Een goede training van personeel en begeleiding door een laboratorium met ervaring met POCT is daarbij van belang.
- De gevoeligheid en specificiteit is niet altijd even goed als een laboratoriumtest. Kennis van deze beperkingen is belangrijk om de waarde van de uitslag te kunnen interpreteren.